# Liste de l'observatoire mondial des monuments (2006)
Pour les articles homonymes, voir Liste de l'observatoire mondial des monuments.
Cet article recense les sites concernés par l'observatoire mondial des monuments en 2006.

## Généralités
L'observatoire mondial des monuments (World Monuments Watch en anglais) est le programme principal du Fonds mondial pour les monuments (World Monuments Fund), une organisation non gouvernementale à but non lucratif basée à New York, aux États-Unis. Cet observatoire a pour but d'identifier et de préserver les biens culturels importants en danger.
Tous les deux ans depuis 1996, le programme publie la liste des 100 sites les plus en danger, nécessitant des efforts de protection et de financement urgents. Ces sites sont proposés par les gouvernements, des organismes privés actifs dans le domaine patrimonial ou des individus. La liste est produite par un panel d’experts internationaux en architecture, archéologie, histoire de l'art et préservation ou restauration de sites patrimoniaux.

## Liste
| Site                                              | Lieu                                                                    | Pays                     | Photo |
| ------------------------------------------------- | ----------------------------------------------------------------------- | ------------------------ | ----- |
| Mosquée d'Haji Piyada                             | Balkh                                                                   | Afghanistan              |       |
| Paysage culturel du Richtersveld                  | Richtersveld                                                            | Afrique du Sud           |       |
| Abri d'Ernest Shackleton                          | Cap Royds, île de Ross                                                  | Antarctique              |       |
| Pétroglyphes de Murujuga                          | Archipel Dampier                                                        | Australie                |       |
| Sonargaon                                         | Sonargaon                                                               | Bangladesh               |       |
| Pont Mehmed Pacha Sokolović                       | Višegrad                                                                | Bosnie-Herzégovine       |       |
| Monastère de São Francisco                        | Olinda, Pernambouc                                                      | Brésil                   |       |
| Vieil Olinda et monastère San Francisco           | Olinda, Pernambouc                                                      | Brésil                   |       |
| Palais de Bafut                                   | Bafut                                                                   | Cameroun                 |       |
| Camp de Tarrafal                                  | Tarrafal                                                                | Cap-Vert                 |       |
| Cerros Pintados                                   | Iquique                                                                 | Chili                    |       |
| Tulor                                             | San Pedro de Atacama                                                    | Chili                    |       |
| Maisons traditionnelles de Tianshui               | Tianshui, Gansu                                                         | Chine                    |       |
| Manoir Lu                                         | Dong Yang                                                               | Chine                    |       |
| Qikou                                             | Shanxi                                                                  | Chine                    |       |
| Tours de l'Himalaya                               | Kham, Sichuan et région autonome du Tibet                               | Chine                    |       |
| Tuanshan                                          | Yunnan                                                                  | Chine                    |       |
| Ville postale de Cockcrow                         | Cockcrow, xian de Huailai, Hebei                                        | Chine                    |       |
| Château de Novi Dvor                              | Zaprešić                                                                | Croatie                  |       |
| Église Saint-Blaise de Dubrovnik                  | Dubrovnik                                                               | Croatie                  |       |
| Finca Vigía                                       | San Francisco de Paula                                                  | Cuba                     |       |
| Nécropole thébaine                                | Louxor                                                                  | Égypte                   |       |
| Sabil Ruqayya Dudu                                | Le Caire                                                                | Égypte                   |       |
| Tarabay Al-Sharify                                | Le Caire                                                                | Égypte                   |       |
| Centre historique d'Asmara                        | Asmara                                                                  | Érythrée                 |       |
| Centre historique de Massawa                      | Massawa                                                                 | Érythrée                 |       |
| Église Kidane-Mehret                              | Senafe                                                                  | Érythrée                 |       |
| Aqueduc de Ségovie                                | Ségovie                                                                 | Espagne                  |       |
| 2 Columbus Circle                                 | New York, New York                                                      | États-Unis               |       |
| Bluegrass region                                  | Kentucky                                                                | États-Unis               |       |
| Côte du Golfe et La Nouvelle-Orléans              | Mississippi et Louisiane                                                | États-Unis               |       |
| Cyclorama Center                                  | Gettysburg, Pennsylvanie                                                | États-Unis               |       |
| Dutch Reformed Church                             | Newburgh, New York                                                      | États-Unis               |       |
| Ellis Island : bâtiment des bagages et dortoir    | New York, New York                                                      | États-Unis               |       |
| Ennis House                                       | Los Angeles, Californie                                                 | États-Unis               |       |
| Hanging Flume                                     | Comté de Montrose, Colorado                                             | États-Unis               |       |
| Lafayette Cemetery No. 1                          | La Nouvelle-Orléans, Louisiane                                          | États-Unis               |       |
| Mount Lebanon Shaker Society                      | New Lebanon, New York                                                   | États-Unis               |       |
| Sud d'Ellis Island                                | Port de New York, New York et New Jersey                                | États-Unis               |       |
| Aéroport d'Helsinki-Malmi                         | Helsinki                                                                | Finlande                 |       |
| Monastère de Djvari                               | Mtskheta                                                                | Géorgie                  |       |
| Hélice                                            | Achaïe                                                                  | Grèce                    |       |
| Naranjo                                           | Département du Petén                                                    | Guatemala                |       |
| B.B.D. Bagh                                       | Calcutta, Bengale-Occidental                                            | Inde                     |       |
| Gompa Dhangkar                                    | Himachal Pradesh                                                        | Inde                     |       |
| Temples Guru Lhakhang et Sumda Chun               | Leh, Jammu-et-Cachemire                                                 | Inde                     |       |
| Watson's Hotel                                    | Bombay, Maharashtra                                                     | Inde                     |       |
| Omo Hada                                          | Nias                                                                    | Indonésie                |       |
| Sites culturels d'Irak                            | Multiples                                                               | Irak                     |       |
| Bam                                               | Bam                                                                     | Iran                     |       |
| Wonderful Barn                                    | Kildare                                                                 | Irlande                  |       |
| Académie de la villa d'Hadrien                    | Tivoli, Latium                                                          | Italie                   |       |
| Cimetière protestant de Rome                      | Rome, Latium                                                            | Italie                   |       |
| Civita di Bagnoregio                              | Bagnoregio, Latium                                                      | Italie                   |       |
| Hypogée de Santa Maria in Stelle                  | Vérone, Vénétie                                                         | Italie                   |       |
| Murgia des Trulli                                 | Pouilles                                                                | Italie                   |       |
| Palais royal de Portici                           | Naples, Campanie                                                        | Italie                   |       |
| Temple de Portunus                                | Rome, Latium                                                            | Italie                   |       |
| Villages de tuf et Via Cava                       | Pitigliano, Sorano, Manciano et Civita di Bagnoregio, Latium et Toscane | Italie                   |       |
| Mtwapa                                            | Mtwapa                                                                  | Kenya                    |       |
| Paysage culturel de Chom Phet                     | Luang Prabang                                                           | Laos                     |       |
| Cathédrale protestante de Riga                    | Riga                                                                    | Lettonie                 |       |
| Citadelle des Chehab                              | Hasbaya                                                                 | Liban                    |       |
| Foire internationale de Tripoli                   | Tripoli                                                                 | Liban                    |       |
| Monastère de Treskavets                           | Prilep                                                                  | Macédoine                |       |
| Mosquée de Chinguetti                             | Chinguetti                                                              | Mauritanie               |       |
| Centre historique de Mexico                       | Mexico                                                                  | Mexique                  |       |
| Chalcatzingo                                      | Morelos                                                                 | Mexique                  |       |
| Église San Nicolás Obispo de Morelia              | Morelia, Michoacán                                                      | Mexique                  |       |
| Missions du Pimería Alta                          | Multiples                                                               | Mexique                  |       |
| Monastère San Juan Bautista de Cuauhtinchan       | Puebla, Puebla                                                          | Mexique                  |       |
| Palais royal de Patan                             | Patan                                                                   | Népal                    |       |
| Murs de Benin City                                | Benin City, État d'Edo                                                  | Nigeria                  |       |
| Baie de Sandviken                                 | Bergen                                                                  | Norvège                  |       |
| Cimetière de Mian Nasir Mohammed                  | District de Dadu, Sind                                                  | Pakistan                 |       |
| Monuments de Thatta                               | Thatta, Sind                                                            | Pakistan                 |       |
| Zone du canal de Panama                           | Panama et Colón                                                         | Panama                   |       |
| Cajamarquilla                                     | Lima                                                                    | Pérou                    |       |
| Cimetière Presbítero Matías Maestro               | Lima                                                                    | Pérou                    |       |
| Quinta Heeren                                     | Lima                                                                    | Pérou                    |       |
| Revash                                            | Santo Tomas de Quillay                                                  | Pérou                    |       |
| Túcume                                            | Région de Lambayeque                                                    | Pérou                    |       |
| Hôpital de Jérusalem de l'Ordre teutanique        | Malbork                                                                 | Pologne                  |       |
| Mausolée de Karol Scheibler                       | Łodz                                                                    | Pologne                  |       |
| Teatro Capitólio                                  | Lisbonne                                                                | Portugal                 |       |
| Forteresse d'Oradea                               | Oradea                                                                  | Roumanie                 |       |
| Saint Vincent Street Church                       | Glasgow, Écosse                                                         | Royaume-Uni              |       |
| Stow Minster                                      | Stow, Angleterre                                                        | Royaume-Uni              |       |
| Bâtiment du Narkomfin                             | Moscou                                                                  | Russie                   |       |
| Maison Melnikov                                   | Moscou                                                                  | Russie                   |       |
| Semenovskoe-Otrada                                | Oblast de Moscou                                                        | Russie                   |       |
| Églises San Miguel Arcángel et Santa Cruz de Roma | Panchimalco et Huizúcar                                                 | Salvador                 |       |
| Pulemelei                                         | Palauli                                                                 | Samoa                    |       |
| Centre historique de Prizren                      | Prizren, Kosovo                                                         | Serbie                   |       |
| Synagogue de Subotica                             | Subotica                                                                | Serbie                   |       |
| Fourah Bay College                                | Freetown                                                                | Sierra Leone             |       |
| Parc historique de Lednické Rovne                 | Lednické Rovne                                                          | Slovaquie                |       |
| Suakin                                            | Suakin                                                                  | Soudan                   |       |
| Amrit                                             | Près de Tartous                                                         | Syrie                    |       |
| Forteresse de Shayzar                             | Shayzar                                                                 | Syrie                    |       |
| Urkesh                                            | Gouvernorat d'Al-Hasaka                                                 | Syrie                    |       |
| Tell Balata                                       | Shechem                                                                 | Territoires palestiniens |       |
| Aphrodisias                                       | Geyre Belediyesi                                                        | Turquie                  |       |
| Petite Sainte-Sophie                              | Istanbul                                                                | Turquie                  |       |
| Centre historique de La Guaira                    | La Guaira                                                               | Venezuela                |       |